# National Register of Historic Places in Iowa

Karte der Countys von Iowa und Verteilung der NRHP-Einträge

Diese Tabelle enthält alle Listen, in denen die Einträge im National Register of Historic Places in den 99 Countys des US-amerikanischen Bundesstaates Iowa aufgeführt sind:

## Anzahl der Objekte und Distrikte nach County
|       | \| \| County \| Liste der Einträge in das NRHP im County \| Anzahl \| \| ----- \| ------------- \| -------------------------------------------------------- \| ------- \| \| 1 \| Adair \| NRHP-Einträge im Adair County \| 9 \| \| 2 \| Adams \| NRHP-Einträge im Adams County \| 5 \| \| 3 \| Allamakee \| NRHP-Einträge im Allamakee County \| 21 \| \| 4 \| Appanoose \| NRHP-Einträge im Appanoose County \| 13 \| \| 5 \| Audubon \| NRHP-Einträge im Audubon County \| 15 \| \| 6 \| Benton \| NRHP-Einträge im Benton County \| 16 \| \| 7 \| Black Hawk \| NRHP-Einträge im Black Hawk County \| 48 \| \| 8 \| Boone \| NRHP-Einträge im Boone County \| 18 \| \| 9 \| Bremer \| NRHP-Einträge im Bremer County \| 12 \| \| 10 \| Buchanan \| NRHP-Einträge im Buchanan County \| 20 \| \| 11 \| Buena Vista \| NRHP-Einträge im Buena Vista County \| 10 \| \| 12 \| Butler \| NRHP-Einträge im Butler County \| 7 \| \| 13 \| Calhoun \| NRHP-Einträge im Calhoun County; \| 12 \| \| 14 \| Carroll \| NRHP-Einträge im Carroll County \| 14 \| \| 15 \| Cass \| NRHP-Einträge im Cass County \| 11 \| \| 16 \| Cedar \| NRHP-Einträge im Cedar County \| 17 \| \| 17 \| Cerro Gordo \| NRHP-Einträge im Cerro Gordo County \| 45 \| \| 18 \| Cherokee \| NRHP-Einträge im Cherokee County County \| 9 \| \| 19 \| Chickasaw \| NRHP-Einträge im Chickasaw County County \| 4 \| \| 20 \| Clarke \| NRHP-Einträge im Clarke County \| 8 \| \| 21 \| Clay \| NRHP-Einträge im Clay County \| 9 \| \| 22 \| Clayton \| NRHP-Einträge im Clayton County \| 55 \| \| 23 \| Clinton \| NRHP-Einträge im Clinton County \| 30 \| \| 24 \| Crawford \| NRHP-Einträge im Crawford County \| 14 \| \| 25 \| Dallas \| NRHP-Einträge im Dallas County \| 15 \| \| 26 \| Davis \| NRHP-Einträge im Davis County \| 12 \| \| 27 \| Decatur \| NRHP-Einträge im Decatur County \| 7 \| \| 28 \| Delaware \| NRHP-Einträge im Delaware County \| 14 \| \| 29 \| Des Moines \| NRHP-Einträge im Des Moines County \| 32 \| \| 30 \| Dickinson \| NRHP-Einträge im Dickinson County \| 12 \| \| 31 \| Dubuque \| NRHP-Einträge im Dubuque County \| 83 \| \| 32 \| Emmet \| NRHP-Einträge im Emmet County \| 3 \| \| 33 \| Fayette \| NRHP-Einträge im Fayette County \| 29 \| \| 34 \| Floyd \| NRHP-Einträge im Floyd County \| 20 \| \| 35 \| Franklin \| NRHP-Einträge im Franklin County \| 12 \| \| 36 \| Fremont \| NRHP-Einträge im Fremont County \| 9 \| \| 37 \| Greene \| NRHP-Einträge im Greene County \| 17 \| \| 38 \| Grundy \| NRHP-Einträge im Grundy County \| 2 \| \| 39 \| Guthrie \| NRHP-Einträge im Guthrie County \| 7 \| \| 40 \| Hamilton \| NRHP-Einträge im Hamilton County \| 8 \| \| 41 \| Hancock \| NRHP-Einträge im Hancock County \| 9 \| \| 42 \| Hardin \| NRHP-Einträge im Hardin County \| 35 \| \| 43 \| Harrison \| NRHP-Einträge im Harrison County \| 13 \| \| 44 \| Henry \| NRHP-Einträge im Henry County \| 51 \| \| 45 \| Howard \| NRHP-Einträge im Howard County \| 8 \| \| 46 \| Humboldt \| NRHP-Einträge im Humboldt County \| 7 \| \| 47 \| Ida \| NRHP-Einträge im Ida County \| 5 \| \| 48 \| Iowa \| NRHP-Einträge im Iowa County \| 11 \| \| 49 \| Jackson \| NRHP-Einträge im Jackson County \| 75 \| \| 50 \| Jasper \| NRHP-Einträge im Jasper County \| 14 \| \| 51 \| Jefferson \| NRHP-Einträge im Jefferson County \| 29 \| \| 52 \| Johnson \| NRHP-Einträge im Johnson County \| 90 \| \| 53 \| Jones \| NRHP-Einträge im Jones County \| 29 \| \| 54 \| Keokuk \| NRHP-Einträge im Keokuk County \| 10 \| \| 55 \| Kossuth \| NRHP-Einträge im Kossuth County \| 6 \| \| 56 \| Lee \| NRHP-Einträge im Lee County \| 45 \| \| 57 \| Linn \| NRHP-Einträge im Linn County \| 99 \| \| 58 \| Louisa \| NRHP-Einträge im Louisa County \| 8 \| \| 59 \| Lucas \| NRHP-Einträge im Lucas County \| 16 \| \| 60 \| Lyon \| NRHP-Einträge im Lyon County \| 10 \| \| 61 \| Madison \| NRHP-Einträge im Madison County \| 50 \| \| 62 \| Mahaska \| NRHP-Einträge im Mahaska County \| 47 \| \| 63 \| Marion \| NRHP-Einträge im Marion County \| 27 \| \| 64 \| Marshall \| NRHP-Einträge im Marshall County \| 15 \| \| 65 \| Mills \| NRHP-Einträge im Mills County \| 6 \| \| 66 \| Mitchell \| NRHP-Einträge im Mitchell County \| 10 \| \| 67 \| Monona \| NRHP-Einträge im Monona County \| 10 \| \| 68 \| Monroe \| NRHP-Einträge im Monroe County \| 11 \| \| 69 \| Montgomery \| NRHP-Einträge im Montgomery County \| 18 \| \| 70 \| Muscatine \| NRHP-Einträge im Muscatine County \| 31 \| \| 71 \| O’Brien \| NRHP-Einträge im O’Brien County \| 3 \| \| 72 \| Osceola \| NRHP-Einträge im Osceola County \| 1 \| \| 73 \| Page \| NRHP-Einträge im Page County \| 9 \| \| 74 \| Palo Alto \| NRHP-Einträge im Palo Alto County \| 4 \| \| 75 \| Plymouth \| NRHP-Einträge im Plymouth County \| 12 \| \| 76 \| Pocahontas \| NRHP-Einträge im Pocahontas County \| 3 \| \| 77 \| Polk \| NRHP-Einträge im Polk County \| 190 \| \| 78 \| Pottawattamie \| NRHP-Einträge im Pottawattamie County \| 38 \| \| 79 \| Poweshiek \| NRHP-Einträge im Poweshiek County \| 24 \| \| 80 \| Ringgold \| NRHP-Einträge im Ringgold County \| 6 \| \| 81 \| Sac \| NRHP-Einträge im Sac County \| 13 \| \| 82.1 \| Scott \| NRHP-Einträge im Scott County – Innenstadt von Davenport \| 55 \| \| 82.2 \| Scott \| NRHP-Einträge im Scott County – Ostteil von Davenport \| 90 \| \| 82.3 \| Scott \| NRHP-Einträge im Scott County – Westteil von Davenport \| 109 \| \| 82.4 \| Scott \| NRHP-Einträge im Scott County – Außerhalb von Davenport \| 32 \| \| 82 \| Scott \| NRHP-Einträge im Scott County \| 285 \| \| 83 \| Shelby \| NRHP-Einträge im Shelby County \| 12 \| \| 84 \| Sioux \| NRHP-Einträge im Sioux County \| 4 \| \| 85 \| Story \| NRHP-Einträge im Story County \| 36 \| \| 86 \| Tama \| NRHP-Einträge im Tama County \| 12 \| \| 87 \| Taylor \| NRHP-Einträge im Taylor County \| 7 \| \| 88 \| Union \| NRHP-Einträge im Union County \| 6 \| \| 89 \| Van Buren \| NRHP-Einträge im Van Buren County \| 20 \| \| 90 \| Wapello \| NRHP-Einträge im Wapello County \| 31 \| \| 91 \| Warren \| NRHP-Einträge im Warren County \| 13 \| \| 92 \| Washington \| NRHP-Einträge im Washington County \| 19 \| \| 93 \| Wayne \| NRHP-Einträge im Wayne County \| 3 \| \| 94 \| Webster \| NRHP-Einträge im Webster County \| 14 \| \| 95 \| Winnebago \| NRHP-Einträge im Winnebago County \| 3 \| \| 96 \| Winneshiek \| NRHP-Einträge im Winneshiek County \| 32 \| \| 97 \| Woodbury \| NRHP-Einträge im Woodbury County \| 57 \| \| 98 \| Worth \| NRHP-Einträge im Worth County \| 6 \| \| 99 \| Wright \| NRHP-Einträge im Wright County \| 9 \| \| Summe \| Summe \| Summe \| 2.371 1 \| |                                                          |         |
|       | County | Liste der Einträge in das NRHP im County                 | Anzahl  |
| 1     | Adair | NRHP-Einträge im Adair County                            | 9       |
| 2     | Adams | NRHP-Einträge im Adams County                            | 5       |
| 3     | Allamakee | NRHP-Einträge im Allamakee County                        | 21      |
| 4     | Appanoose | NRHP-Einträge im Appanoose County                        | 13      |
| 5     | Audubon | NRHP-Einträge im Audubon County                          | 15      |
| 6     | Benton | NRHP-Einträge im Benton County                           | 16      |
| 7     | Black Hawk | NRHP-Einträge im Black Hawk County                       | 48      |
| 8     | Boone | NRHP-Einträge im Boone County                            | 18      |
| 9     | Bremer | NRHP-Einträge im Bremer County                           | 12      |
| 10    | Buchanan | NRHP-Einträge im Buchanan County                         | 20      |
| 11    | Buena Vista | NRHP-Einträge im Buena Vista County                      | 10      |
| 12    | Butler | NRHP-Einträge im Butler County                           | 7       |
| 13    | Calhoun | NRHP-Einträge im Calhoun County;                         | 12      |
| 14    | Carroll | NRHP-Einträge im Carroll County                          | 14      |
| 15    | Cass | NRHP-Einträge im Cass County                             | 11      |
| 16    | Cedar | NRHP-Einträge im Cedar County                            | 17      |
| 17    | Cerro Gordo | NRHP-Einträge im Cerro Gordo County                      | 45      |
| 18    | Cherokee | NRHP-Einträge im Cherokee County County                  | 9       |
| 19    | Chickasaw | NRHP-Einträge im Chickasaw County County                 | 4       |
| 20    | Clarke | NRHP-Einträge im Clarke County                           | 8       |
| 21    | Clay | NRHP-Einträge im Clay County                             | 9       |
| 22    | Clayton | NRHP-Einträge im Clayton County                          | 55      |
| 23    | Clinton | NRHP-Einträge im Clinton County                          | 30      |
| 24    | Crawford | NRHP-Einträge im Crawford County                         | 14      |
| 25    | Dallas | NRHP-Einträge im Dallas County                           | 15      |
| 26    | Davis | NRHP-Einträge im Davis County                            | 12      |
| 27    | Decatur | NRHP-Einträge im Decatur County                          | 7       |
| 28    | Delaware | NRHP-Einträge im Delaware County                         | 14      |
| 29    | Des Moines | NRHP-Einträge im Des Moines County                       | 32      |
| 30    | Dickinson | NRHP-Einträge im Dickinson County                        | 12      |
| 31    | Dubuque | NRHP-Einträge im Dubuque County                          | 83      |
| 32    | Emmet | NRHP-Einträge im Emmet County                            | 3       |
| 33    | Fayette | NRHP-Einträge im Fayette County                          | 29      |
| 34    | Floyd | NRHP-Einträge im Floyd County                            | 20      |
| 35    | Franklin | NRHP-Einträge im Franklin County                         | 12      |
| 36    | Fremont | NRHP-Einträge im Fremont County                          | 9       |
| 37    | Greene | NRHP-Einträge im Greene County                           | 17      |
| 38    | Grundy | NRHP-Einträge im Grundy County                           | 2       |
| 39    | Guthrie | NRHP-Einträge im Guthrie County                          | 7       |
| 40    | Hamilton | NRHP-Einträge im Hamilton County                         | 8       |
| 41    | Hancock | NRHP-Einträge im Hancock County                          | 9       |
| 42    | Hardin | NRHP-Einträge im Hardin County                           | 35      |
| 43    | Harrison | NRHP-Einträge im Harrison County                         | 13      |
| 44    | Henry | NRHP-Einträge im Henry County                            | 51      |
| 45    | Howard | NRHP-Einträge im Howard County                           | 8       |
| 46    | Humboldt | NRHP-Einträge im Humboldt County                         | 7       |
| 47    | Ida | NRHP-Einträge im Ida County                              | 5       |
| 48    | Iowa | NRHP-Einträge im Iowa County                             | 11      |
| 49    | Jackson | NRHP-Einträge im Jackson County                          | 75      |
| 50    | Jasper | NRHP-Einträge im Jasper County                           | 14      |
| 51    | Jefferson | NRHP-Einträge im Jefferson County                        | 29      |
| 52    | Johnson | NRHP-Einträge im Johnson County                          | 90      |
| 53    | Jones | NRHP-Einträge im Jones County                            | 29      |
| 54    | Keokuk | NRHP-Einträge im Keokuk County                           | 10      |
| 55    | Kossuth | NRHP-Einträge im Kossuth County                          | 6       |
| 56    | Lee | NRHP-Einträge im Lee County                              | 45      |
| 57    | Linn | NRHP-Einträge im Linn County                             | 99      |
| 58    | Louisa | NRHP-Einträge im Louisa County                           | 8       |
| 59    | Lucas | NRHP-Einträge im Lucas County                            | 16      |
| 60    | Lyon | NRHP-Einträge im Lyon County                             | 10      |
| 61    | Madison | NRHP-Einträge im Madison County                          | 50      |
| 62    | Mahaska | NRHP-Einträge im Mahaska County                          | 47      |
| 63    | Marion | NRHP-Einträge im Marion County                           | 27      |
| 64    | Marshall | NRHP-Einträge im Marshall County                         | 15      |
| 65    | Mills | NRHP-Einträge im Mills County                            | 6       |
| 66    | Mitchell | NRHP-Einträge im Mitchell County                         | 10      |
| 67    | Monona | NRHP-Einträge im Monona County                           | 10      |
| 68    | Monroe | NRHP-Einträge im Monroe County                           | 11      |
| 69    | Montgomery | NRHP-Einträge im Montgomery County                       | 18      |
| 70    | Muscatine | NRHP-Einträge im Muscatine County                        | 31      |
| 71    | O’Brien | NRHP-Einträge im O’Brien County                          | 3       |
| 72    | Osceola | NRHP-Einträge im Osceola County                          | 1       |
| 73    | Page | NRHP-Einträge im Page County                             | 9       |
| 74    | Palo Alto | NRHP-Einträge im Palo Alto County                        | 4       |
| 75    | Plymouth | NRHP-Einträge im Plymouth County                         | 12      |
| 76    | Pocahontas | NRHP-Einträge im Pocahontas County                       | 3       |
| 77    | Polk | NRHP-Einträge im Polk County                             | 190     |
| 78    | Pottawattamie | NRHP-Einträge im Pottawattamie County                    | 38      |
| 79    | Poweshiek | NRHP-Einträge im Poweshiek County                        | 24      |
| 80    | Ringgold | NRHP-Einträge im Ringgold County                         | 6       |
| 81    | Sac | NRHP-Einträge im Sac County                              | 13      |
| 82.1  | Scott | NRHP-Einträge im Scott County – Innenstadt von Davenport | 55      |
| 82.2  | Scott | NRHP-Einträge im Scott County – Ostteil von Davenport    | 90      |
| 82.3  | Scott | NRHP-Einträge im Scott County – Westteil von Davenport   | 109     |
| 82.4  | Scott | NRHP-Einträge im Scott County – Außerhalb von Davenport  | 32      |
| 82    | Scott | NRHP-Einträge im Scott County                            | 285     |
| 83    | Shelby | NRHP-Einträge im Shelby County                           | 12      |
| 84    | Sioux | NRHP-Einträge im Sioux County                            | 4       |
| 85    | Story | NRHP-Einträge im Story County                            | 36      |
| 86    | Tama | NRHP-Einträge im Tama County                             | 12      |
| 87    | Taylor | NRHP-Einträge im Taylor County                           | 7       |
| 88    | Union | NRHP-Einträge im Union County                            | 6       |
| 89    | Van Buren | NRHP-Einträge im Van Buren County                        | 20      |
| 90    | Wapello | NRHP-Einträge im Wapello County                          | 31      |
| 91    | Warren | NRHP-Einträge im Warren County                           | 13      |
| 92    | Washington | NRHP-Einträge im Washington County                       | 19      |
| 93    | Wayne | NRHP-Einträge im Wayne County                            | 3       |
| 94    | Webster | NRHP-Einträge im Webster County                          | 14      |
| 95    | Winnebago | NRHP-Einträge im Winnebago County                        | 3       |
| 96    | Winneshiek | NRHP-Einträge im Winneshiek County                       | 32      |
| 97    | Woodbury | NRHP-Einträge im Woodbury County                         | 57      |
| 98    | Worth | NRHP-Einträge im Worth County                            | 6       |
| 99    | Wright | NRHP-Einträge im Wright County                           | 9       |
| Summe | Summe | Summe                                                    | 2.371 1 |